# Eumalacostraca
Eumalacostraca — підклас ракоподібних, містять майже всіх живих вищих раків, близько 40000 описаних видів.
Інші підкласи Phyllocarida і, можливо, Hoplocarida або раків-богомолів.
Еумалакостраки мають 19 сегментів (5 головних, 8 грудних, черевних 6). Грудні кінцівки з'єднуються і використовуються для плавання або ходіння. Загальний предок, як вважають, мав панцир, і більшість живих представників підкласу мають його, але він був втрачений в деяких підгрупах.

## Класифікація
Мартін і Девіс представили наступну класифікацію живих еумалакострак в рядах, вимерлі ряди зазначені †.
Група, спочатку описується Карлом Гроббеном в 1892 році, включала спочатку Stomatopoda (раки-богомоли), і деякі сучасні фахівці продовжують використовувати це визначення.
Підклас Eumalacostraca Grobben, 1892
- Надряд Syncarida Packard, 1885
  - †Ряд Palaeocaridacea
  - Ряд Bathynellacea Chappuis, 1915
  - Ряд Anaspidacea Calman, 1904 (включає Stygocaridacea)
- Надряд Peracarida Calman, 1904
  - Ряд Spelaeogriphacea Gordon, 1957
  - Ряд Thermosbaenacea Monod, 1927
  - Ряд Lophogastrida Sars, 1870
  - Ряд Mysida Haworth, 1825
  - Ряд Mictacea Bowman, Garner, Hessler, Iliffe & Sanders, 1985
  - Ряд Amphipoda Latreille, 1816
  - Ряд Isopoda Latreille, 1817
  - Ряд Tanaidacea Dana, 1849
  - Ряд Cumacea Krøyer, 1846
- Надряд Eucarida Calman, 1904
  - Ряд Euphausiacea Dana, 1852
  - Ряд Amphionidacea Williamson, 1973
  - Ряд Decapoda Latreille, 1802